# Jordanita paupera
Jordanita paupera ist ein Schmetterling aus der Familie der Widderchen (Zygaenidae).

## Merkmale
Die Falter erreichen eine Vorderflügellänge von 12,0 bis 12,8 Millimeter bei den Männchen und 9,0 bis 10,5 Millimeter bei den Weibchen. Kopf, Thorax und Abdomen schimmern grün. Die Stirn ist schmal und etwa 0,8 mal so breit wie die Facettenaugen. Die Fühler sind kurz, haben einen schwachen bläulichen Schimmer und einen schmalen Schaft. Sie bestehen aus 32 bis 34 Segmenten und haben eine lange Kämmung. Die durchscheinenden Flügel sind nur schwach beschuppt und glänzen grünlich. Die Hinterflügeloberseite und die Unterseiten sind hellgrau. Die Weibchen sind deutlich kleiner als die Männchen und haben abgerundete Flügel. Bei den Männchen ist der Uncus klein und proximal verdickt. Die Valven sind dorsal verlängert und haben proximal einen kurzen dreieckigen distalen Zahn, welcher leicht nach innen zeigt. Der Aedeagus ist klein und schlank, leicht gebogen und trägt einen längeren und einen kürzeren Cornutus. Das 8. Abdominalsternit ist sichelförmig und reicht bis zum hinteren Segmentende. Bei den Weibchen ist das Ostium schlank und gerundet. Das Antrum ist schlank und stark sklerotisiert. Der Ductus bursae ist proximal stark sklerotisiert, distal gefaltet und durchscheinend. Das Corpus bursae ist eiförmig.
Das Ei ist gelb.
Raupe, Puppe und Kokon sind bisher unbeschrieben.

### Ähnliche Arten
Jordanita budensis und einige Populationen von Jordanita volgensis können nur genitalmorphologisch von Jordanita paupera unterschieden werden. Die beiden ähnlichen Arten kommen in der Türkei sympatrisch mit J. paupera vor. In Transkaukasien lebt J. paupera sympatrisch mit Jordanita volgensis.

## Verbreitung
Die Art ist in der Türkei und in Transkaukasien beheimatet. Weitere Vorkommen sind aus Jordanien, dem Norden des Iran, aus Turkmenistan, Usbekistan und Kasachstan bekannt. Im Osten reicht das Verbreitungsgebiet bis zum Amurgebiet und nach Korea. Besiedelt werden Steppenbiotope mit Artemisia-Bewuchs.

## Biologie
Die Raupen leben an Artemisia-Arten. Die Falter fliegen von Juni bis Juli.